# HMS C13
Pour les articles homonymes, voir C13.
Le HMS C13 est l’un des 38 sous-marins britanniques de classe C, construit pour la Royal Navy au cours de la première décennie du XXe siècle. Le bateau a survécu à la Première Guerre mondiale et a été vendu à la ferraille en 1920.

## Conception
La classe C ne se distinguait de la classe B que par un gain de performances en immersion. Le sous-marin avait une longueur de 43,4 m, un maître-bau de 4,1 m et un tirant d'eau moyen de 3,5 m. Leur déplacement était de 292 tonnes en surface et 321 tonnes en immersion. Les sous-marins de classe C avaient un équipage de deux officiers et quatorze matelots.
Pour la navigation en surface, ces navires étaient propulsés par un unique moteur à essence Vickers à 16 cylindres de 600 chevaux-vapeur (447 kW) qui entraînait un arbre d'hélice. En immersion, l’hélice était entraînée par un moteur électrique de 300 chevaux (224 kW). Ces navires pouvaient atteindre 12 nœuds (22 km/h) en surface et 7 nœuds (13 km/h) sous l’eau. En surface, la classe C avait un rayon d'action de 910 milles marins (1690 km) à 12 nœuds (22 km/h).
Les navires étaient armés de deux tubes lance-torpilles de 18 pouces (457 mm) à l’avant. Ils pouvaient transporter une paire de torpilles de rechargement, mais en général, ils ne le faisaient pas, car en compensation ils devaient abandonner un poids égal de carburant.

## Engagements
Le HMS C13 a été construit par Vickers à leur chantier naval de Barrow-in-Furness. Sa quille fut posée le 29 novembre 1906, il fut lancé le 9 novembre 1907 et achevé le 19 février 1908. Pendant la Première Guerre mondiale, le bateau est généralement utilisé pour la défense côtière et l’entraînement dans les eaux territoriales. Le C13 est vendu à la ferraille le 2 février 1920.